# 拉塞勒莱博尔德
拉塞勒莱博尔德（法語：La Celle-les-Bordes，法語發音：[la sɛl le bɔʁd] ⓘ）是法国伊夫林省的一个市镇，属于朗布依埃区。

## 地理
拉塞勒莱博尔德（48°38'24"N, 1°57'18"E）面积22.6 平方千米，位于法国法蘭西島大區伊夫林省，该省份为法国北部内陆省份，北起瓦兹河谷省，西接厄尔省，西南接厄尔-卢瓦省，东南接埃松省，东临上塞纳省。
与拉塞勒莱博尔德接壤的市镇（或旧市镇、城区）包括：欧法日斯、比利永、塞尔奈城、克莱枫丹、伊夫林地区维埃耶埃格利斯。
拉塞勒莱博尔德的时区为UTC+01:00、UTC+02:00（夏令时）。

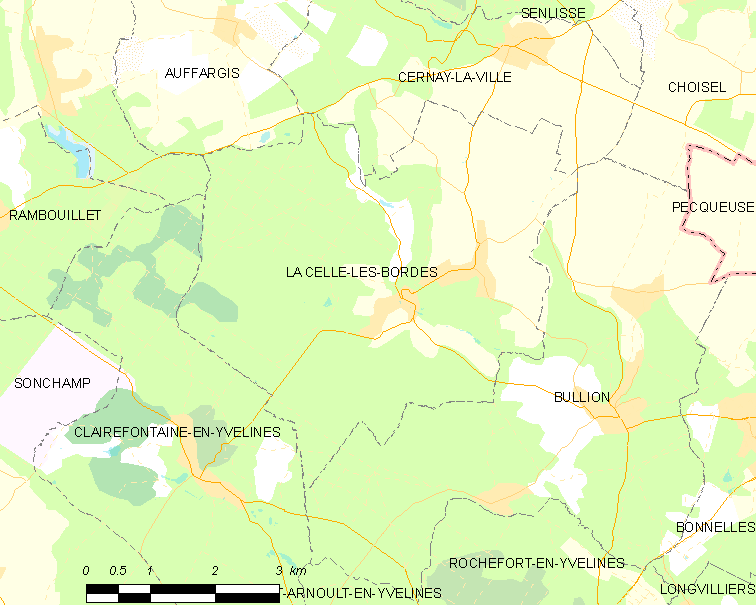
拉塞勒莱博尔德的OSM定位图

## 行政
拉塞勒莱博尔德的邮政编码为78720，INSEE市镇编码为78125。

## 政治
拉塞勒莱博尔德所属的省级选区为朗布依埃县。

## 人口

1962-2008年间拉塞勒莱博尔德人口变化图示

拉塞勒莱博尔德于2022年1月1日时的人口数量为832人。